# Wedoro Klurak
Wedoro Klurak is een bestuurslaag in het regentschap Sidoarjo van de provincie Oost-Java, Indonesië. Wedoro Klurak telt 4735 inwoners (volkstelling 2010).